# Keldon Johnson
Pour les articles homonymes, voir Johnson.
Keldon Wilder Johnson, né le 11 octobre 1999 à Chesterfield en Virginie, est un joueur américain de basket-ball évoluant au poste d'ailier.

## Biographie

### Carrière universitaire
Keldon Johnson est considéré comme une recrue cinq étoiles et classé 13e meilleur joueur de la classe 2018 par 247Sports.com. Il s’engage avec l’Université du Kentucky avant d'être rejoint par Immanuel Quickley, E. J. Montgomery, Ashton Hagans et Tyler Herro,.
En universitaire, il évolue ainsi pour les Wildcats du Kentucky.
En première année, Johnson inscrit 13,5 points et gobe 5,9 rebonds de moyenne par match. Il marque 19 points dans une victoire contre Tennessee le 16 février 2019 et capte notamment 17 rebonds lors d'une victoire contre Auburn. À l'issue de la saison, il se déclare candidat pour la draft de la NBA.

### Carrière professionnelle
Keldon Johnson est drafté en 29e position lors de la draft 2019 de la NBA par les Spurs de San Antonio. Les Spurs ont obtenu ce choix de draft dans un trade de 2018 qui a vu partir Kawhi Leonard et Danny Green aux Raptors de Toronto en échange de DeMar DeRozan, Jakob Pöltl, et un choix de draft.

#### Spurs de San Antonio (depuis 2019)
Keldon Johnson participe à la NBA Summer League 2019 avec les Spurs. Le 1er juillet 2019, il signe son contrat avec les Spurs. Le 30 octobre 2019, Johnson reçoit sa première affectation aux Spurs d’Austin, l’équipe affiliée des Spurs dans la NBA G League.
Johnson fait ses débuts en NBA le 22 novembre 2019, jouant deux minutes dans une défaite 115 à 104 contre les 76ers de Philadelphie. Le 11 août 2020, Johnson marque 24 points lors d'une victoire 123 à 105 contre les Rockets de Houston. Il complète sa performance avec onze rebonds et trois passes décisives.
Le 1er janvier 2021, Johnson bat son record en carrière avec 26 points dans une défaite 103 à 109 contre les Lakers de Los Angeles, tout en ajoutant dix rebonds, deux interceptions, une passe décisive et un contre.
Le 14 mars 2022, il établit un nouveau record en carrière en inscrivant 34 points, 8 rebonds et 4 passes décisives face aux Timberwolves du Minnesota. Le 18 juillet 2022, il signe une extension de 4 ans de son contrat rookie pour 80 millions de dollars avec les Spurs.
Le 17 janvier 2023, il établit un nouveau record en saison régulière en inscrivant 36 points face aux Nets de Brooklyn.

#### En équipe nationale
Johnson avait fait partie de l’équipe USA Select et s’était entraîné avec l’équipe olympique américaine de 2020. Le 16 juillet 2021, Johnson et JaVale McGee sont sélectionnés pour participer aux Jeux Olympiques de Tokyo 2020 avec Team USA en remplacement de Kevin Love et Bradley Beal, blessés. Il remporte la médaille d'or lors du tournoi olympique.

## Palmarès

### Université
- SEC Freshman of the Year en 2019
- McDonald's All-American en 2018

#### Sélection nationale
- Médaille d'or aux Jeux olympiques 2020

## Statistiques

### Université
| Saison    | Équipe   | Matchs | Titul. | Min./m | % Tir | % 3pts | % LF | Rbds/m. | Pass/m. | Int/m. | Ctr/m. | Pts/m. |
| --------- | -------- | ------ | ------ | ------ | ----- | ------ | ---- | ------- | ------- | ------ | ------ | ------ |
| 2018-2019 | Kentucky | 37     | 36     | 30,7   | 46,1  | 38,1   | 70,3 | 5,90    | 1,60    | 0,80   | 0,20   | 13,50  |
| Carrière  | Carrière | 37     | 36     | 30,7   | 46,1  | 38,1   | 70,3 | 5,90    | 1,60    | 0,80   | 0,20   | 13,50  |

### Professionnelles
| Saison    | Équipe      | Matchs | Titul. | Min./m | % Tir | % 3pts | % LF | Rbds/m. | Pass/m. | Int/m. | Ctr/m. | Pts/m. |
| --------- | ----------- | ------ | ------ | ------ | ----- | ------ | ---- | ------- | ------- | ------ | ------ | ------ |
| 2019-2020 | San Antonio | 17     | 1      | 17,7   | 59,6  | 59,1   | 79,5 | 3,35    | 0,88    | 0,82   | 0,12   | 9,06   |
| 2020-2021 | San Antonio | 69     | 67     | 28,5   | 47,9  | 33,1   | 74,0 | 5,97    | 1,75    | 0,58   | 0,35   | 12,77  |
| 2021-2022 | San Antonio | 75     | 74     | 31,9   | 46,6  | 39,8   | 75,6 | 6,09    | 2,11    | 0,77   | 0,19   | 17,04  |
| 2022-2023 | San Antonio | 63     | 63     | 32,7   | 45,2  | 32,9   | 74,9 | 5,05    | 2,90    | 0,73   | 0,17   | 21,98  |
| 2023-2024 | San Antonio | 69     | 27     | 29,5   | 45,4  | 34,6   | 79,2 | 5,46    | 2,83    | 0,74   | 0,29   | 15,71  |
| 2024-2025 | San Antonio | 77     | 0      | 23,9   | 48,2  | 31,8   | 77,3 | 4,82    | 1,62    | 0,64   | 0,29   | 12,71  |
| Carrière  | Carrière    | 370    | 232    | 28,6   | 46,7  | 35,2   | 76,2 | 5,38    | 2,15    | 0,70   | 0,25   | 15,57  |

## Records sur une rencontre en NBA
Les records personnels de Keldon Johnson en NBA sont les suivants, :
| Type de statistique        | Saison régulière | Saison régulière            | Saison régulière |
| Type de statistique        | Record           | Adversaire                  | Date             |
| -------------------------- | ---------------- | --------------------------- | ---------------- |
| Points                     | 36               | Nets de Brooklyn            | 17 janvier 2023  |
| Paniers marqués            | 14               | @ Hornets de Charlotte      | 5 mars 2022      |
| Paniers tentés             | 28               | Lakers de Los Angeles       | 26 novembre 2022 |
| Paniers à 3 points réussis | 6                | 4 fois                      | 4 fois           |
| Paniers à 3 points tentés  | 13               | @ Thunder d'Oklahoma City   | 30 novembre 2022 |
| Lancers francs réussis     | 11               | 3 fois                      | 3 fois           |
| Lancers francs tentés      | 12               | 5 fois                      | 5 fois           |
| Rebonds offensifs          | 11               | @ Cavaliers de Cleveland    | 19 mars 2021     |
| Rebonds défensifs          | 12               | Heat de Miami               | 12 novembre 2023 |
| Rebonds totaux             | 21               | @ Cavaliers de Cleveland    | 19 mars 2021     |
| Passes décisives           | 8                | 3 fois                      | 3 fois           |
| Interceptions              | 4                | 2 fois                      | 2 fois           |
| Contres                    | 3                | @ Timberwolves du Minnesota | 10 janvier 2021  |
| Balles perdues             | 6                | 2 fois                      | 2 fois           |
| Minutes jouées             | 46               | @ Wizards de Washington     | 25 février 2022  |

- Double-double : 31
- Triple-double : 0

Dernière mise à jour : 27 mars 2025